# Jan Smíšek z Vrchovišť
Jan Smíšek z Vrchovišť († 1501 Kutná Hora) byl kutnohorský patricij, který v jagellonské době patřil mezi významné podnikatele v oblasti těžby a zpracování stříbra.
Jeho vztah k jiným příslušníkům rodu z Vrchovišť, kteří též sídlili v Kutné Hoře,  není jasný - v archivních zápisech od 70. let 15. století se vyskytuje jako Smíšek erckaféř nebo pouze Jan Smíšek. S přídomkem z Vrchovišť jako erbovní měšťan je v zápisech poprvé uváděn v roce 1481.
Postupně zakoupil několik stříbrných hutí a dolů, v řadě dalších dolů získal podíly, takže tyto doly byly nazývány jako smíškovské. Pravděpodobně se uměl dobře orientovat ve výnosnosti dolů, protože oživil těžbu v některých zanedbaných dolech. Peníze získané dodáváním stříbra do královské mincovny a obchodem s mědí investoval také do nemovitostí, v Kutné Hoře vlastnil 11 domů. Měl vliv i na chod města, byl několikrát kutnohorským konšelem (šepmistrem).
V roce 1490 Jan Smíšek zakoupil a nechal přestavět bývalé šlechtické sídlo nad řekou Vrchlicí zvané Hrádek. Při přestavbě v luxusní patricijský palác ve stylu vladislavské gotiky se podílel na jeho výzdobě architekt Brickcí (Briccius).  Smíšek se svým synem Kryštofem také financoval přestavbu kostela Nejsvětějsí trojice, kde nechal vybudovat rodinnou hrobku, v níž byl i pochován.
Stejně jako ostatní příslušníci rodu používal Jan Smíšek erb s jednorožcem. 